# 713 TCN
713 TCN là một năm trong lịch La Mã.